# Brachymeria shansiensis
Brachymeria shansiensis är en stekelart som beskrevs av Akinobu Habu 1961. Brachymeria shansiensis ingår i släktet Brachymeria och familjen bredlårsteklar. Inga underarter finns listade.